# Campeonato Asiático de Atletismo de 2017 - Lançamento de dardo feminino
A prova do lançamento de dardo feminino do Campeonato Asiático de Atletismo de 2017 foi disputada no dia 6 de julho de 2017 no Kalinga Stadium em Bhubaneswar, na Índia. 

## Recordes
Antes desta competição, os recordes mundiais e do campeonato nesta prova eram os seguintes:
|                       | Nome              | Nacionalidade | Distância | Local     | Data                   |
| --------------------- | ----------------- | ------------- | --------- | --------- | ---------------------- |
| Recorde mundial       | Barbora Špotáková | Chéquia       | 72m 28cm  | Estugarda | 13 de setembro de 2008 |
| Recorde do campeonato | Liu Shiying       | China         | 61m 33cm  | Wuhan     | 7 de junho de 2015     |
| Recorde asiático      | Lü Huihui         | China         | 66m 13cm  | Pequim    | 30 de agosto de 2015   |

Os seguintes recordes foram estabelecidos durante esta competição:
| Data       | Evento | Atleta     | Nacionalidade | Distância | Notas                 |
| ---------- | ------ | ---------- | ------------- | --------- | --------------------- |
| 6 de julho | Final  | Li Lingwei | China         | 63m 06cm  | Recorde do campeonato |

## Medalhistas
| Ouro             | Prata                 | Bronze          |
| Li Lingwei (CHN) | Dilhani Lekamge (SRI) | Annu Rani (IND) |

## Resultado final

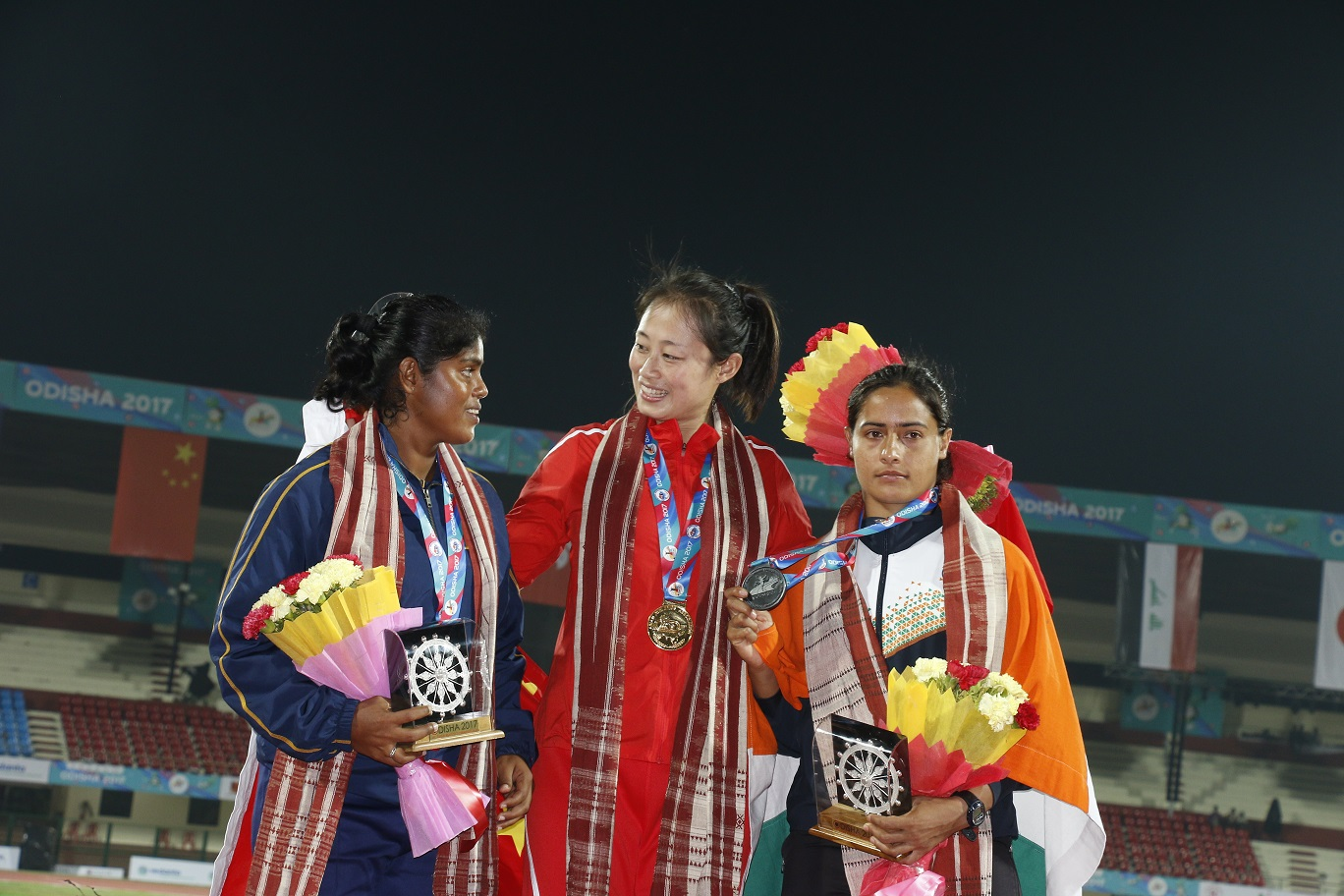
Prata, Ouro e Bronze

| Posição           | Atleta              | Nacionalidade | #1    | #2    | #3    | #4    | #5    | #6    | Resultados | Notas                 |
| ----------------- | ------------------- | ------------- | ----- | ----- | ----- | ----- | ----- | ----- | ---------- | --------------------- |
| Medalha de ouro   | Li Lingwei          | China         | 60.79 | 61.76 | x     | x     | 63.06 | 62.05 | 63.06      | Recorde do campeonato |
| Medalha de prata  | Dilhani Lekamge     | Sri Lanka     | 52.92 | 53.03 | 56.86 | 55.68 | 58.11 | 56.14 | 58.11      | Recorde pessoal       |
| Medalha de bronze | Annu Rani           | Índia         | 57.32 | 54.75 | 55.59 | 52.92 | 53.50 | x     | 57.32      |                       |
| 4                 | Su Lingdan          | China         | 49.91 | 53.65 | 55.94 | 57.00 | 54.17 | 55.87 | 57.00      |                       |
| 5                 | Risa Miyashita      | Japão         | 54.57 | 53.40 | 54.72 | 51.10 | 51.79 | 54.22 | 54.72      |                       |
| 6                 | Li Hui-jun          | Taipé Chinesa | 53.65 | 50.55 | x     | 54.39 | 53.91 | 53.34 | 54.39      |                       |
| 7                 | Gim Gyeong-ae       | Coreia do Sul | 47.87 | 49.92 | 53.68 | 51.67 | 52.28 | 49.97 | 53.68      |                       |
| 8                 | Poonam Rani         | Índia         | 52.56 | 50.07 | 52.17 | 48.07 | 47.52 | 47.74 | 52.56      |                       |
| 9                 | Natta Nachan        | Tailândia     | 48.65 | 50.97 | 50.41 |       |       |       | 50.97      |                       |
| 10                | Suman Devi          | Índia         | 49.85 | 48.58 | 50.90 |       |       |       | 50.90      |                       |
| 11                | Varvara Nazarova    | Cazaquistão   | 40.90 | 49.56 | 48.55 |       |       |       | 49.56      |                       |
| 12                | Sahar Ziaei Sisakht | Irão          | 44.93 | 43.93 | 46.80 |       |       |       | 46.80      |                       |
| 13                | Chandra Kala        | Nepal         | 40.23 | 43.46 | 33.91 |       |       |       | 43.46      |                       |

Legenda
| Recorde mundial       | Recorde mundial (World record)               |                       | Recorde africano                      | Recorde africano (African) |                                           | Q | Classificado por posição (Qualified) |
| Recorde do campeonato | Recorde do campeonato (Championship record)  | Recorde da América    | Recorde da América (Americas)         | q                          | Classificado por melhor tempo (Qualified) |   |                                      |
| Melhor marca do ano   | Melhor marca do ano (World leading)          | Recorde asiático      | Recorde asiático (Asian)              | DNS                        | Não largou (Did not start)                |   |                                      |
| Recorde nacional      | Recorde nacional (National record)           | Recorde europeu       | Recorde europeu (European)            | DNF                        | Não terminou (Did not finish)             |   |                                      |
| Recorde pessoal       | Recorde pessoal do atleta (Personal best)    | Recorde da Oceania    | Recorde da Oceania (Oceania)          | DSQ / DQ                   | Desclassificado (Disqualified)            |   |                                      |
| Recorde da temporada  | Recorde da temporada do atleta (Season best) | Recorde sul-americano | Recorde sul-americano (South America) | NM                         | Sem marca (No mark)                       |   |                                      |